# Pauline de Ryck
Pour les articles homonymes, voir de Ryck.
Pauline de Ryck née le 7 avril 1998, est une joueuse belge de hockey sur gazon. Elle évolue au poste de gardien de but La Gantoise HC et avec l'équipe nationale belge.

## Carrière
Elle a fait ses débuts le 31 octobre 2020 contre la Grande-Bretagne à Bruxelles lors de la Ligue professionnelle 2020-2021.

## Palmarès
- : 2e à l'Euro U21 2017